# Bengalia kanoi
Bengalia kanoi este o specie de muște din genul Bengalia, familia Calliphoridae, descrisă de Hiromu Kurahashi și Magpayo în anul 2000.
Este endemică în Filipine. Conform Catalogue of Life specia Bengalia kanoi nu are subspecii cunoscute.